# Dioscorea spiculoides
Dioscorea spiculoides är en enhjärtbladig växtart som beskrevs av Eizi Matuda. Dioscorea spiculoides ingår i släktet Dioscorea och familjen Dioscoreaceae. Inga underarter finns listade i Catalogue of Life.